# Улица Малыгина (Тюмень)
У́лица Малы́гина — улица в Центральном административном округе города Тюмени.
Улица названа в честь ледокольного парохода «Малыгин».
Проходит от улицы Мориса Тереза до улицы Мельникайте.

## Расположение

Архитектура Малыгина

Улица Малыгина начинается от улицы Мориса Тореза, где в начале улицы Малыгина сохранились два древних деревянных дома № 1 и 3а, а заканчивается — упираясь в улицу Мельникайте, где недавно вознесся 25-этажный жилой комплекс бизнес-класса «Паруса» (д. 90).

## История
В конце 19-го века в Тюмени развернулось кирпичное строительство, а в районе будущей Малыгина как раз нашли много глины. Принялись её добывать. Позже недалеко от будущего медколледжа заработал кирпичный завод. Один из кирпичных карьеров сейчас называется Пруд Утиный.
Так появились кирпичные Сараи — район, где жили люди, добывающие глину и работающие на местных заводиках. Сейчас бывшие Сараи — относительно спокойный район, но в давнем прошлом славился как один из криминальных. Бандиты, мошенники и прочие отбросы общества таились здесь.
До 1935 года улица Малыгина называлась 5-я Кузнечная (была названа в честь кузниц на въезде в город).
Новое название она получила в 30-е годы XX века, когда советская республика продолжила осуществление традиционной русской идеи освоения восточных и северных районов страны. Зародилась она ещё в XVI веке при Ермаке Тимофеевиче. Научно её сформулировал Михайло Ломоносов: «Могущество российское Сибирью прирастать будет». К реализации этой идеи приложили свои усилия участники великих северных экспедиций, проводившие в XVIII веке исследования Северного морского пути, побережья Сибири, Дальнего Востока и северо-западной Америки.
В советское время именами полярных исследователей Малыгина, Челюскина, Сибирякова, Седова назвали ледокольные пароходы. В 1934 году «Малыгин» участвовал в спасении экипажа и пассажиров «Челюскина», раздавленного 13 февраля льдами в Чукотском море.
Кроме ледоколов в спасательной операции использовались дирижабли, аэросани, ездовые собаки и даже шары-прыгуны. Но основная ставка была сделана на авиацию. И она оправдала надежды: через два месяца, 13 апреля, всех челюскинцев вывезли самолётами с льдины на материк. Поезд, разукрашенный яркими полотнищами и портретами Сталина, шел через всю страну, и на каждой остановке собирались тысячи людей, чтобы поприветствовать участников героической эпопеи.
В Тюмень челюскинцы прибыли 17 июня, в воскресенье. На устроенном по этому случаю митинге объявили о переименовании фабрики валяной обуви «Угольник» и улиц — так в Тюмени появились улицы Челюскинцев (бывшая Иркутская), начальника экспедиции Отто Шмитда и летчиков — спасателей, ставших первыми Героями Советского Союза, — Каманина, Доронина, Леваневского, Слепнева. Тогда же названия северных морей и ледоходных пароходов «Малыгин», «Седов», «Сибиряков» изменили тюменскую «кузнечную» топонимику. После 1957 года некоторые улицы с «челюскинскими» названиями исчезли, но остались Северная, Сибирская, Карская, Таймырская. «Ледокольные» названия сохранили лишь улицы Малыгина и Седова.
Именно в честь парохода «Малыгин» и переименована улица.
Протяженность улицы Малыгина выросла с 340 метров (1937 год) до 1785 метров (2021 год).

## Архитектура
В районе ул. Малыгина есть самая разнообразная жилая недвижимость, чаще всего встречаются кирпичные дома индивидуальных проектов. Так уж получилось, что на месте бывших Сараев в наше время нашли свой дом люди разного поколения и достатка. Молодые и обеспеченные покупают квартиры в новостройках, которые стоят до 20 миллионов рублей за трехкомнатную, а более старшее поколение продолжает жить в квартирах, построенных ещё в советское время.
Всего заведений на улице Малыгина — 497.
Заведения и организаций на улице Малыгина в Тюмени более чем по 50 направлениям.
Например, медицина (стоматологическая клиника «Democrat» (Малыгина 14к3), многопрофильный центр «Силуэт» (Малыгина 2)), салоны красоты и СПА («Veresk studio» (Малыгина 49к2), «Кокос» (Малыгина 4к1), «Stories» (Малыгина 90)), рестораны («Чум» (Малыгина 59), «Булка» (Малыгина 59), «Чайхана КишМиш» (Малыгина 6)), магазины одежды («Милан» (Малыгина 90), «Pinocchio» (Малыгина 56)), продуктовые магазины («Красное&Белое» (Малыгина 49к2), «Абсолют» (Малыгина 14к1)), аптеки («Фармленд» (Малыгина 71), «Бережная аптека» (Малыгина 57)).
Получить медицинскую помощь можно в отделении городской консультативно-диагностической поликлиники № 11, клинике восточной медицины (Салтыкова-Щедрина 55), в МСЧ «Нефтяник» (Холодильная 77) . Недалеко от последнего есть также женская консультация и роддом.

Площадь Памяти и Яблоневая роща

Также есть лабораторно-диагностический центр «Инвитро» (Малыгина 59).
В области образования здесь есть четыре школы, включая специальную для детей с ограниченными способностями здоровья, и три детских сада, не считая несколько частных.
Есть и другие образовательные учреждения: Тюменский медицинский колледж, Тюменская государственная академия культуры, искусств и социальных технологий, политехнический колледж ТюмГНГУ.

## Примечательные здания и сооружения
По нечётной стороне:
№ 85 — дворец бракосочетания (2011)
Площадь Памяти
Вечный огонь
Яблоневая роща
Стела-свеча — в центре площади в знак памяти обо всех тех, кто погиб во время ВОВ и других вооруженных конфликтов, а также стал жертвой диктаторских режимов. Колонна диаметром 5 метров и высотой 29 метров (а это высота дома в 13 этажей) изготовлена из бетона, а сверху обшита мраморными и гранитными плитами. Венчает стелу огромный плафон в форме кристалла. Он выполнен из оранжевого стекла: когда внутри зажигается прожектор, создается зрительный эффект живого пламени свечи. В темное время суток этот огонек видно на большое расстояние. Внутри стелы есть лестница для технического обслуживания.
По чётной стороне:
№ 90 — 25-этажный жилой комплекс бизнес-класса «Паруса» (2016)

## Памятники
Памятник воинам, умершим от ран в госпиталях.
Монумент стал частью нового мемориального комплекса. Рядом с ним зажгли Вечный огонь, установили стелу, памятные таблички на которой хранят имена всех 227 человек, умерших от боевых ран в военных госпиталях Тюмени.
Чуть позже, в 2007 году, композиция дополнилась звонницей с тремя колоколами (326, 164 и 90 килограммов). На одном из колоколов надпись: «Защитникам нашего Отечества от благодарных жителей града Тюмени».

## Транспорт
Движение по всей улице двустороннее светофорное. Нечётная и чётная стороны улицы соединены 8 наземными переходами. Подземные переходы отсутствуют.

### Парковки
По всей улице расположены общедоступные бесплатные парковки, преимущественно около Дворца бракосочетания и ЖК «Парус».

### Наземный общественный транспорт
Остановки общественного транспорта: «Улица Малыгина», «Таймырская», «Медицинский колледж», «Площадь Памяти».
Маршруты транспорта, проходящие по улице — автобусы: 22, 70, 54; маршрутки: 6.

## Список жилых домов
| №  | Город  | Адрес                       | Площадь  | Год  | Этажей | Серия                             | Перекрытия     | Несущие стены |
| -- | ------ | --------------------------- | -------- | ---- | ------ | --------------------------------- | -------------- | ------------- |
| 1  | Тюмень | ул. Малыгина, д. 1          | 237.30   | 1953 | 2      | иной                              | Деревянные     | Деревянные    |
| 2  | Тюмень | ул. Малыгина, д. 2          | 21050.00 | 2008 | 15     | 43-04-02-ОВ                       | Железобетонные | Смешанные     |
| 3  | Тюмень | ул. Малыгина, д. 2          | 21050.20 | 2008 | 15     | 43-04-02-ОВ                       | Железобетонные | Смешанные     |
| 4  | Тюмень | ул. Малыгина, д. 4          | 10067.00 | 2005 | 12     | индивидуальная                    | Железобетонные | Кирпич        |
| 5  | Тюмень | ул. Малыгина, д. 4, к. 1    | 5481.70  | 2007 | 10     | индивидуальная                    | Железобетонные | Кирпич        |
| 6  | Тюмень | ул. Малыгина, д. 5          | 21763.19 | 1988 | 9      | 86                                | Железобетонные | Кирпич        |
| 7  | Тюмень | ул. Малыгина, д. 6          | 4083.40  | 2001 | 9      | индивидуальный                    | Железобетонные | Кирпич        |
| 8  | Тюмень | ул. Малыгина, д. 8          | 15222.51 | 1999 | 10     | 121-3т                            | Железобетонные | Панельные     |
| 9  | Тюмень | ул. Малыгина, д. 14         | 9288.10  | 2003 | 10     | 121-7тм                           | Железобетонные | Панельные     |
| 10 | Тюмень | ул. Малыгина, д. 14, к. 1   | 2068.90  | 2003 | 9      | Индивидуальная                    | Железобетонные | Кирпич        |
| 11 | Тюмень | ул. Малыгина, д. 14, к. 2   | 6800.00  | 2003 | 10     | 121-7тм                           | Железобетонные | Панельные     |
| 12 | Тюмень | ул. Малыгина, д. 14, к. 3   | 6229.00  | 2003 | 10     | 121-7тм                           | Железобетонные | Панельные     |
| 13 | Тюмень | ул. Малыгина, д. 49         | 7201.80  | 2007 | 9      | Индивидуальный                    | Железобетонные | Кирпич        |
| 14 | Тюмень | ул. Малыгина, д. 49, к. 1   | 4037.10  | 2007 | 7      | Индивидуальный                    | Железобетонные | Кирпич        |
| 15 | Тюмень | ул. Малыгина, д. 49, к. 2   | 4453.30  | 2007 | 14     | Индивидуальный                    | Железобетонные | Кирпич        |
| 16 | Тюмень | ул. Малыгина, д. 49, к. 4   | 5463.50  | 2006 | 12     | Индивидуальный                    | Железобетонные | Кирпич        |
| 17 | Тюмень | ул. Малыгина, д. 50         | 2028.67  | 2002 | 5      | индивидуальный                    | Железобетонные | Кирпич        |
| 18 | Тюмень | ул. Малыгина, д. 51         | 14809.90 | 2006 | 13     | нет                               | Железобетонные | Кирпич        |
| 19 | Тюмень | ул. Малыгина, д. 52         | 6659.20  | 2008 | 11     | индивидуальный                    | Железобетонные | Кирпич        |
| 20 | Тюмень | ул. Малыгина, д. 56, к. 2   | 2849.10  | 1999 | 6      | индивидуальный                    | Железобетонные | Кирпич        |
| 21 | Тюмень | ул. Малыгина, д. 57         | 1407.80  | 1962 | 4      | индивидуальный                    | Железобетонные | Кирпич        |
| 22 | Тюмень | ул. Малыгина, д. 58         | —        | —    | —      | —                                 | —              | —             |
| 23 | Тюмень | ул. Малыгина, д. 59         | 17907.80 | 2007 | 12     | _______ В паспорте указан прочерк | Железобетонные | Кирпич        |
| 24 | Тюмень | ул. Малыгина, д. 71         | 4982.73  | 1975 | 5      | 1-510                             | Железобетонные | Кирпич        |
| 25 | Тюмень | ул. Малыгина, д. 82         | 8344.67  | 1990 | 9      | индивидуальная                    | Железобетонные | Панельные     |
| 26 | Тюмень | ул. Малыгина, д. 82, стр. 0 | —        | 1990 | 1      | —                                 | —              | —             |
| 27 | Тюмень | ул. Малыгина, д. 84         | 4635.70  | 1993 | 10     | индивидуальный                    | Железобетонные | Кирпич        |
| 28 | Тюмень | ул. Малыгина, д. 86, к. 1   | 3990.40  | 2004 | 10     | индивидуальный                    | Железобетонные | Кирпич        |
| 29 | Тюмень | ул. Малыгина, д. 86, к. 1   | 3990.40  | 2004 | 10     | индивидуальный                    | Железобетонные | Кирпич        |
| 30 | Тюмень | ул. Малыгина, д. 90         | 65723.55 | 2011 | 25     | Индивидуальный                    | Железобетонные | Монолитные    |